# جويل مول
جويل مول هو لاعب كرة قدم سويسري في مركز حراسة المرمى، ولد في 5 أبريل 1991 في بادن في سويسرا. شارك مع منتخب سويسرا تحت 20 سنة لكرة القدم. أما مع النوادي، فقد لعب مع نادي آراو ونادي غراسهوبر زيوريخ.

## وصلات خارجية
- جويل مول على موقع الاتحاد الأوربي (الإنجليزية)
- جويل مول على موقع قاعدة بيانات كرة القدم.إي يو (الإنجليزية)
- جويل مول على موقع Soccerway.com (الإنجليزية)
- جويل مول على موقع عالم كرة القدم.نت (الإنجليزية)